# Шпицбергенское течение
Шпицбе́ргенское тече́ние — тёплое течение у западных берегов Шпицбергена, ветвь течения Гольфстрим, идущее на север продолжение Норвежского течения. Разделение Норвежского течения на Нордкапское течение и Шпицбергенское течение происходит в районе 67 градусов северной широты и 3 восточной долготы (67° с. ш. 3° в. д.).